# William Dyce

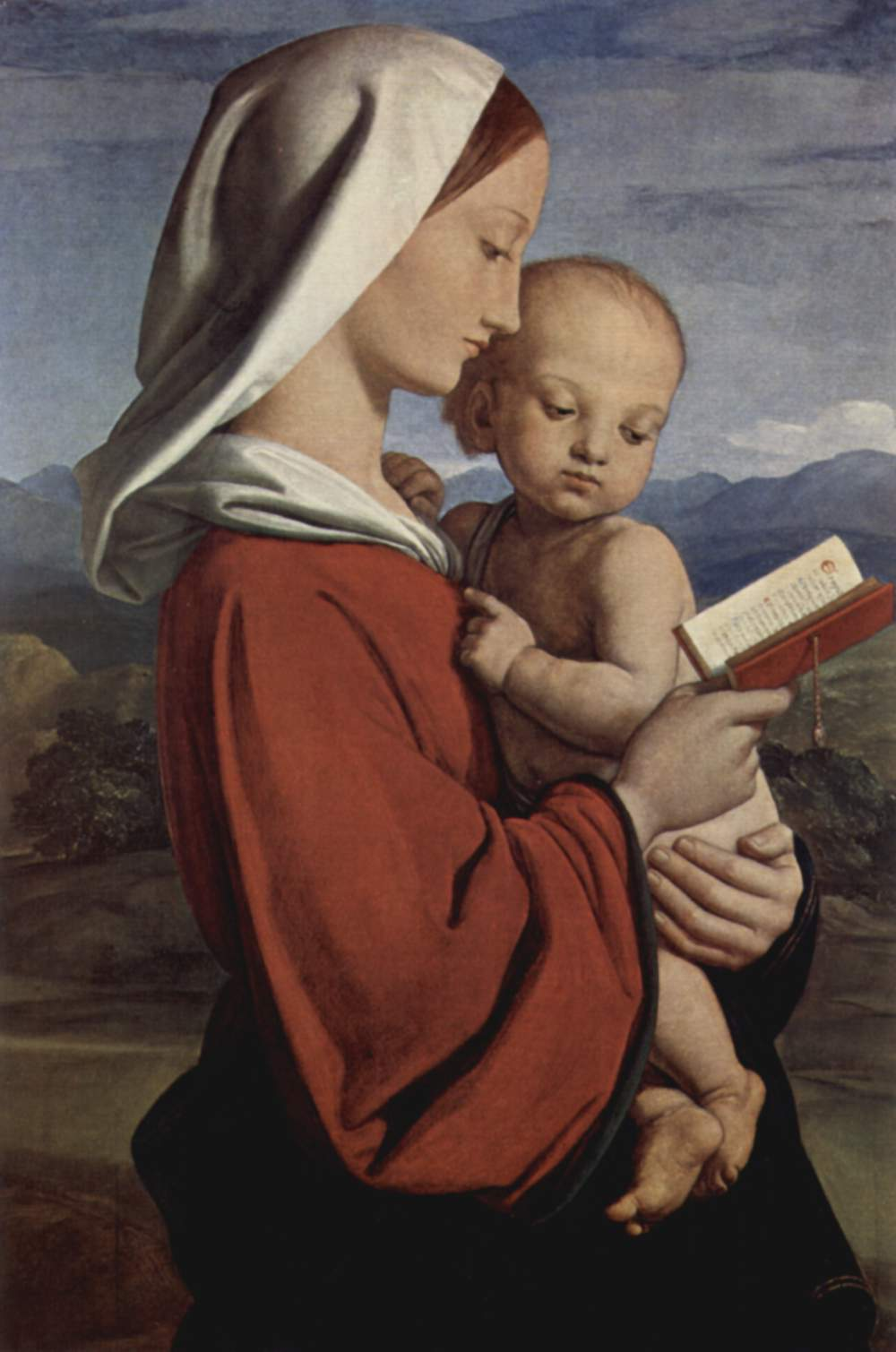
Jungfrumodern av William Dyce.

William Dyce, född den 19 september 1806 i Aberdeen, död den 14 februari 1864 i Streatham, var en engelsk målare, kusin till Alexander Dyce.
William Dyce bedrev sina studier i London och Rom, där han 1826 sammanträffade med Friedrich Overbeck och rönte stark påverkan av dennes fromma konst. Han överförde den till England och blev ett föreningsband mellan de tyska nazarenerna och den engelska prerafaelitiska riktningen. 
Bland hans enkla och djupt kända, i älskvärt idyllisk anda hållna samt i en klar och stark kolorit utförda bilder märks Jungfrumodern (1845), Jakob och Rakel (konsthallen i Hamburg), Johannes för Maria från graven till hennes hem och andra bibliska scener. I parlamentshuset utförde han fresker med motiv ur Artursagan, och i Allhelgonakyrkan (London) målade han likaledes fresker. 
Dyce stod utanför det prerafaelitiska brödraskapet, som stiftades 1848, men han uppmuntrade dess unga medlemmar och lär ha varit den, som först gjorde Ruskin uppmärksam på dem. Han var även musikkännare och skriftställare.